# Partei der Arbeit Belgiens
Die Partei der Arbeit Belgiens, niederländisch Partij van de Arbeid van België (PVDA), französisch Parti du Travail de Belgique (PTB), ist eine marxistische Partei in Belgien, die für eine sozialistische Gesellschaft in ihrem Land eintritt. Sie ist die einzige Partei im belgischen Parlament, die sowohl im flämischen als auch im frankophonen Landesteil aktiv ist. Bis 2014 war die PVDA/PTB eine Kleinstpartei in der außerparlamentarischen Opposition, seither hat sie stark an Bedeutung gewonnen und gehört in der Hauptstadtregion Brüssel zu den stärksten Parteien. Ihr Vorsitzender ist seit 2021 Raoul Hedebouw. 
Die Partei richtet das International Communist Seminar aus, das kommunistische Parteien der Welt vereinigt. Bis zum Bruch auf ihrem Parteitag 2008 war sie auch maoistisch. Anfang 2025 gab sie ihren bevorstehenden Beitritt zur Europäischen Linken (EL) bekannt.

## Geschichte

### Entstehung (1960er Jahre)
Ihren Ursprung hat die Partei in der belgischen Studentenbewegung (Studentenvakbond – SVB), einer progressiven Strömung innerhalb des katholischen flämisch-nationalistischen Katholiek Vlaams Hoogstudentenverbond an der Katholischen Universität Leuven. Diese Studentengewerkschaft kritisierte die damals sehr konservative und engstirnige Auffassung des KHV. Nach einem Skandal um die Verbandszeitschrift Ons Leven, in der katholische Geistliche der Pädophilie bezichtigt wurden, verwies die Universität den Chefredakteur und Funktionär des SVB, Ludo Martens, der Universität. Der SVB trennte sich daraufhin vom KHV.
Die Teilnahme an einem internationalen Kongress des deutschen SDS im Sommer 1967 in Berlin brachte Martens und einige seiner Mitstreiter aus dem SVB in Kontakt mit Anhängern der Ideen von Karl Marx, Wladimir Lenin und Mao Zedong. Danach entwickelte sich im SVB Interesse am wissenschaftlichen Sozialismus und für die Orientierung der Studierenden auf die Welt der Arbeiter. Im Sommer 1968 begann der SVB unter dem Einfluss von Martens mit dem Studium von Werken Lenins. Martens setzte sein Studium an der Universität Gent fort, organisierte auch hier den Widerstand der Studenten und las mit ihnen marxistische Klassiker, u. a. Das Kapital.

### Alle Macht Aan De Arbeiders (1970er Jahre)
Im Januar 1970 zog der Kern des SVB zum Streik der Bergarbeiter in der Provinz Limburg und wurde dort unter dem Namen Mijnwerkersmacht (Bergarbeitermacht) aktiv. Fast zeitgleich entstand beim Streik bei Ford in Genk ein ähnlicher Zusammenschluss unter dem Namen Arbeidersmacht. Diese beiden Streiks waren die ersten „wilden Streiks“ in einer Serie, die in der ersten Hälfte der 1970er Jahre große wie kleine Betriebe lahmlegten, oft ohne und wiederholt gegen die Gewerkschaften, die diese Streiks nicht anerkennen wollten. So verbreiteten sich diese Betriebskerne und die verschiedenen Gruppen der Dritte-Welt-Bewegung erhielten eine nationale Koordination. Diese und andere Versuche zum Brückenschlag zwischen Studenten- und Arbeiterbewegung wurden 1971 unter der Bezeichnung AMADA (Alle Macht Aan De Arbeiders) vor dem Hintergrund „konsolidiert“, revolutionäre Arbeiterkomitees aufzubauen. Diese „Bewegung“ betrachtete sich rasch als kommunistische Partei im Aufbau, in der die Studentengewerkschaften von Leuven und Gent, die Dritte-Welt-Bewegung, die örtlichen Limburger Kerne der Mijnwerkersmacht sowie weitere Gruppen von Arbeidersmacht aus anderen Teilen Flanderns vertreten waren. Kurze Zeit später erschien die Zeitung Alle Macht Aan de Arbeiders. Die Studentenführer Ludo Martens und Kris Merckx führten die neue Partei. Entsprechend den Auffassungen der damaligen Parteiführung gingen die Studenten in die Fabriken zum Arbeiten.
Gleichzeitig entstanden 1971 die ersten Gruppenpraxen der Geneeskunde voor het Volk (GvhV – Medizin für das Volk) auf Initiative von Kris Merckx und Michel Leyers, was zu Unmut bei der ärztlichen Standesorganisation Orde van Geneesheren führte. Die Arztpraxen wurden gegen deren (auch juristischen) Widerstand und von politischen Gegnern (wie auch der KPB) oft als „Missionierungsarbeit“ abgewertet, gerade in Arbeitervierteln ausgebaut (u. a. in Zelzate, Hoboken und Genk). Immer öfter wurde (öffentlich) die Karte des Maoismus (des chinesischen Sozialismus von Mao Zedong) ausgespielt und teilte man die Standpunkte und Analysen der KP Chinas. Zudem wurden in dieser Zeit auch die Werke Josef Stalins stets mehr propagiert und als Anleitung für die Praxis genutzt.
Es entstand eine hierarchische Parteiorganisation nach leninistischem Vorbild und AMADA sah sich als Vorhut der Arbeiterklasse. Der Historiker Rudi Van Doorslaer vergleicht die politische Linie von AMADA in dieser Zeit mit der der Komintern der Periode 1929–1934. Da die Parteiführung und die Aktiven jener Jahre noch sehr unerfahren und zu impulsiv waren, fand AMADA nur schlecht Anschluss beim sozialdemokratisch geprägten Algemeen Belgisch Vakverbond (ABVV – Allgemeiner Belgischer Gewerkschaftsbund) und der Christlichen Gewerkschaft ACV. Dieses führte wiederholt zu gewerkschaftsfeindlichen Standpunkten: So wurde der Gewerkschaftsführung häufig vorgeworfen, auf einer Linie mit der Betriebsführung zu stehen und wurden Betriebsräte als „Wachhunde der Arbeitgeber“ bezeichnet. Das wiederum führte zu Unvereinbarkeitsbeschlüssen mit AMADA-Aktivisten.
1974 wurden in Lüttich und Charleroi unter dem Namen Tout le Pouvoir aux Ouvriers (TPO) (auf Deutsch: Alle Macht den Arbeitern) Parteigruppen gegründet. Ab 1975 nahm der Dogmatismus in der Partei langsam ab und die Haltung zu den Gewerkschaften wurde weniger abweisend. Wohl blieb ihre Haltung gegenüber den konkurrierenden linken Parteien wie der KP Belgiens und der trotzkistischen Revolutionären Arbeiterliga (RAL) weiterhin ablehnend. Ersteren warfen sie vor, eine revisionistische Partei zu sein und Verrat an den marxistisch-leninistischen Prinzipien zu üben, Letztere nannten sie eine Bewegung von Verrätern, die im Dienst des Imperialismus stehe.
Das Ende des Vietnam-Kriegs 1975 und der Tod Maos 1976 sowie die Politik der Wirtschaftsreformen in China unter Deng Xiaoping führten zu einer Neupositionierung der Partei und einem neuen Parteinamen.

### PVDA (1979–2000)
1979 wurde auf einem Parteitag der Name Partij van de Arbeid van België (PVDA) angenommen. In dieser Periode ging es der Partei immer noch nicht vorrangig um die Teilnahme an der parlamentarischen Demokratie, die als bürgerlich betrachtet wurde. Ihr Ziel war die proletarische Revolution, Wahlen waren dieser untergeordnet. Diese Haltung wurde im Lauf der 1990er-Jahre langsam gemildert. Martens verweilte ab 1997 vorwiegend in der DR Kongo, und die Parteiführung wurde in dieser Zeit von Generalsekretärin Nadine Rosa-Rosso wahrgenommen.

### Ein neuer Kurs (seit 2000)
Bei den Kommunal-, Bezirks- und Provinzratswahlen im Jahr 2000 wurden zwei Mandate in Zelzate (Ost-Flandern) und zwei in Herstal (Lüttich) gewonnen. In Hoboken, wo die Partei einst ihre ersten Ratsmandate erhalten hatte, erhielt sie einen Sitz im Bezirksrat. Für die Parlamentswahl von 2003 reichte die PVDA unter dem Namen Resist eine gemeinsame Liste mit der Arabisch Europese Liga (AEL), einer Interessenvertretung der belgischen Muslime, von Dyab Abou Jahjah und einigen Unabhängigen ein. RESIST forderte u. a. den Aufbau mehrerer islamischer Konfessionsschulen, die der belgische Staat finanzieren sollte.
Die Wähler konnten mit dieser Kombination von Linksradikalen und Islamisten nur wenig anfangen: Resist bekam nur 17.604 Stimmen, während die PVDA 1999 allein bei den Nationalwahlen 24.150 Stimmen bekommen hatte. Eine vergleichbare Tendenz erzielte die PVDA bei der Wahl zur Volksvertretung im selben Jahr. In Folge dieses Wahldebakels erntete Generalsekretärin Rosa-Rosso parteiintern viel Kritik und wurde entlassen. Die Zusammenarbeit mit der AEL wurde aufgekündigt. Die AEL gründete die Moslim Democratische Partij. Die Nachfolge Rosa-Rossos als Generalsekretär trat Boudewijn Deckers an. Bei den 2004 gleichzeitig abgehaltenen EP-Wahlen und denen zum flämischen Regionalparlament erhielt die PVDA wieder durchschnittlich ein Prozent der Stimmen.
Bei den Kommunalwahlen von 2006 sprang die PVDA in Zelzate auf 21,67 % (+8,9 %). Die Partei erhielt damit 6 der 23 Ratssitze. Auch in der Stadt Antwerpen gewann die PVDA hinzu. Im Bezirksrat von Hoboken gewann die Partei ein Mandat hinzu (8,27 % der Stimmen). Dadurch kam die Partei in die Lage, einer breiten Koalition beizutreten und so die Regierung von Vlaams Belang aus dem Magistrat zu halten. Auch im Stadtbezirk schnitt die PVDA mit 4,43 % und einen Sitz gut ab. Auch in Genk kehrte die Partei nach einigen Legislaturperioden wieder in den Rat zurück. Insgesamt erreichte die PVDA landesweit 16 Mandate, eine Verdreifachung des Ergebnisses von 2000. Bei den Parlamentswahlen von 2007 bekam die Partei in Flandern für die Kammer 0,9 % und für den Senat 0,8 %.
Im März 2008 wurde Peter Mertens auf dem 8. Parteitag zum Vorsitzenden gewählt. Nahezu zeitgleich begann dieser mit der „Verbreiterung“ der Partei, um so eine breitere Öffentlichkeit anzusprechen. Als neuer Vorsitzender erklärte Mertens öffentlich, dass die PVDA den „belehrenden Finger“ und die „großen Theorien“ mehr oder weniger weglassen müsse, kündigte an, dass er gedenke, die Partei neu auszurichten, und distanzierte sich von Maoismus und Stalinismus. Hierbei betrachtete man die SP in den Niederlanden als mögliches Vorbild, sieht aber vor allem die Sozialdemokratisierung dieser Partei sehr kritisch. Die PVDA bezeichnet sich in ihren Parteitagsunterlagen als „kommunistische Partei dieser Zeit“ und betont: „Diese Partei ist ein Teil der Internationalen Kommunistischen Bewegung.“
2009 rief die Antwerpener Parteigruppe der KP zur Wahl von Peter Mertens auf, um die „linken fortschrittlichen Stimmen“ nicht zu zersplittern. Dieser Standpunkt war für beide Parteien ein Bruch mit der Vergangenheit, in der man einen ziemlich verkrampften Umgang miteinander pflegte. In jenem Jahr erzielte die Partei sowohl bei den flämischen Regionalwahlen als auch bei den EP-Wahlen (im niederländischsprachigen Wahlkreis) 1 % der Stimmen. Der PVDA gelang es, die Gesamtzahl im Vergleich zu den Regionalwahlen von 2004 um 40 Prozent zu erhöhen. Auch in Wallonien gab es einige herausragende Ergebnisse: in Herstal (7,8 %), in Seraing (4,2 %), in Lüttich (2,6 %) und in La Louvière (3,9 %).
Auch bei den Parlamentswahlen von 2010 verbuchte die PVDA ein leichtes Plus von 0,4 % (1,3 %) für die Kammer und von 0,5 % (1,4 %) für den Senat. Vor allem in den Großstädten legte die Partei zu, u. a. in den Kantonen Antwerpen (4,1 %) und Lüttich (4,2 %).
Bei den Kommunal-, Bezirks- und Provinzwahlen am 14. Oktober 2012 trat die PVDA in 42 Gemeinden und Stadtbezirken an. Gegenüber den Kommunalwahlen von 2006 waren dies 15 zusätzliche Listen. Außerdem trat die PVDA in allen belgischen Provinzen an. Mertens äußerte die Hoffnung, alle Sitze verteidigen zu können und in drei großen Städten durchzubrechen: Antwerpen, Lüttich, und Molenbeek. Der PVDA gelang ihr Vorhaben: In Antwerpen schaffte die Liste PVDA+ 4 Sitze, in Lüttich 2 Sitze und in der Brüsseler Gemeinde Molenbeek 1 Sitz. Auch in anderen Gemeinden gewann man und die PVDA stieg von 15 Mandatsträgern im Jahre 2006 auf 52 Gewählte 2012 (31 Ratsmitglieder, 4 Provinzialräte und 17 Stadtbezirksräte).
Ihre Wahlerfolge machen sie seit Jahren zum lagerinternen Studienobjekt für linke Mobilisierungen.

## Struktur

### Vorsitzende

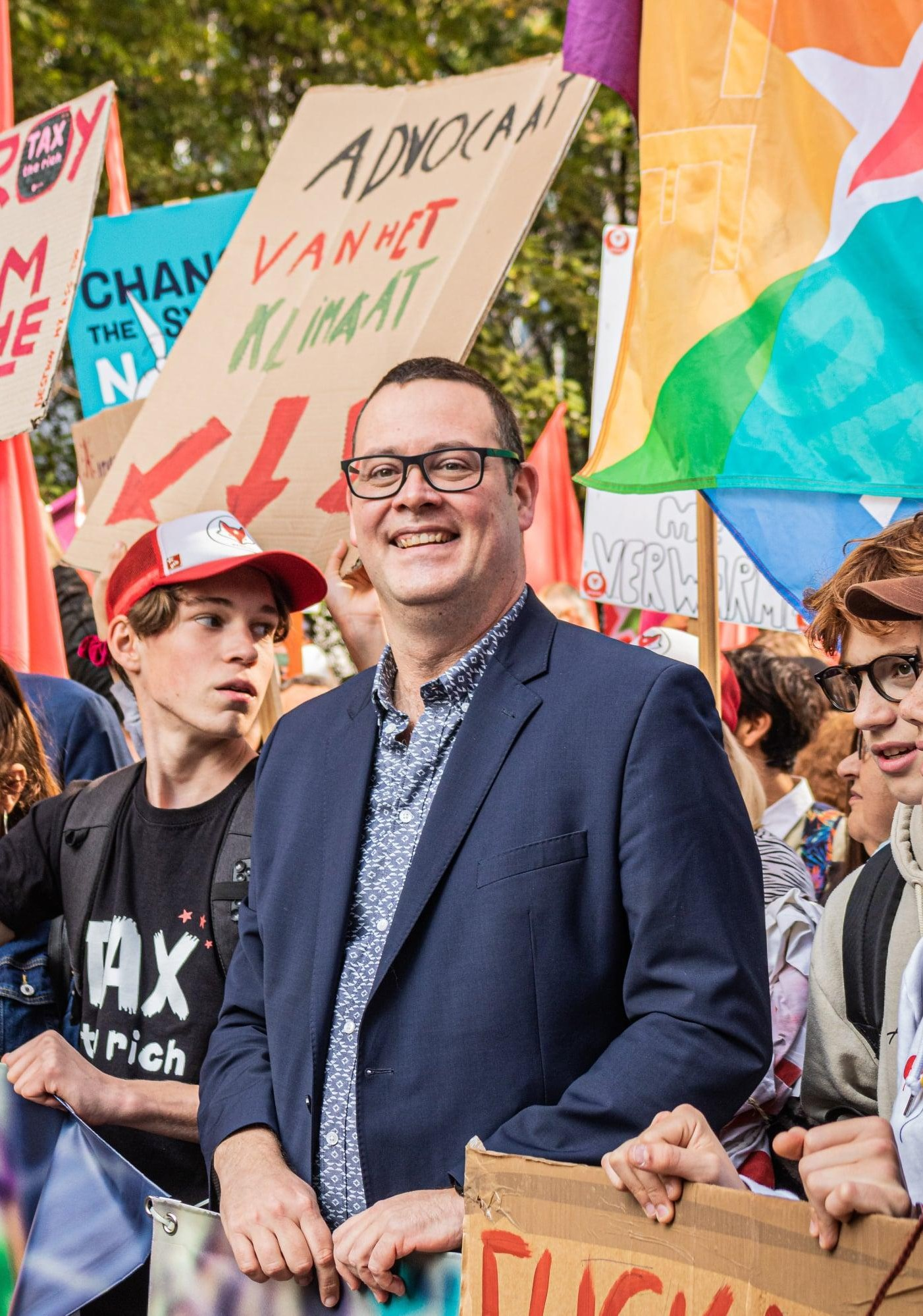
Raoul Hedebouw wurde Präsident im Dezember 2021.

Der heutige Vorsitzende ist Raoul Hedebouw und der Generalsekretär ist Peter Mertens.
| Vorsitzender   | Antritt | Rücktritt |
| -------------- | ------- | --------- |
| Ludo Martens   | 1971    | 2008      |
| Peter Mertens  | 2008    | 2021      |
| Raoul Hedebouw | 2021    | heute     |

| Generalsekretär   | Antritt | Rücktritt |
| ----------------- | ------- | --------- |
| Nadine Rosa-Rosso | 1971    | 2003      |
| Boudewijn Deckers | 2003    | 2008      |
| Lydie Neufcourt   | 2008    | 2021      |
| Peter Mertens     | 2022    | heute     |

### Parteiaufbau

Mitgliedskarten der PVDA.

Der Nationaal Congres (Bundesparteitag) der PVDA findet mindestens alle fünf Jahre statt. Auf dem Congres wird der Nationale Raad gewählt, der die Partei zwischen den Parteitagen leitet. Der Nationale Raad tritt mindestens vier Mal im Jahr zusammen. Der Nationale Raad wählt seinerseits das Partijbureau, das die Partei zwischen den Tagungen des Nationale Raad leitet. Das Partijbureau tagt mindestens zweimal im Monat, seine Tagungen werden vom Dagelijks Bestuur (Geschäftsführung / Sekretariat) vorbereitet.
Das Partijbureau wird vom Parteivorsitzenden Mertens geleitet. Weiter Mitglieder des Partijbureaus sind Lydie Neufcourt, Raoul Hedebouw, Jef Bruynseels, Boudewijn Deckers, Jo Cottenier, Tom De Meester und David Pestieau darin vertreten. Raoul Hedebouw ist Pressesprecher der Partei.
Die PVDA zählt nach eigenen Angaben 20.000 Mitglieder und ist in 120 Betrieben und Verwaltungen aktiv. Des Weiteren hat sie in 30 Städten und Gemeinden Aktivistenkerne (militanten).
Für Kinder bis 14 gibt es die Pioniers und für junge Menschen bis 30 Jahre gibt es die Jongerenbeweging Comac.

### Parteimedien
Die PVDA gibt in niederländischer und in französischer Sprache die Wochenzeitung Solidair bzw. Solidaire (48 Ausgaben im Jahr) heraus, Chefredakteur ist Ruben Ramboer.
Als Theorieorgan gelten die alle zwei Monate erscheinenden Marxistische Studies (frz. Etudes Marxistes).
Alle Printmedien der PVDA erscheinen im Verlag EPO (Education prolétariennes/Proletarische opvoeding). Der Verlag wurde 1975 gegründet und hat seinen Sitz in Berchem (Antwerpen). Bei EPO sind bisher auch ca. 35 Bücher in niederländischer und französischer Sprache in den Bereichen Politik, Geschichte und Soziologie erschienen.

## Politische Mandate

### Europäische, nationale und regionale Ebene
Seit 2019 sitzt die PVDA erstmalig im Europäischen Parlament. Seit 2014 auch in der Abgeordnetenkammer, dem wallonischen Parlament und dem Parlament der Hauptstadtregion Brüssel. Seit den Parlamentswahlen vom 25. Mai 2014 ist die PVDA mit 2 Mandaten in der Abgeordnetenkammer vertreten: Raoul Hedebouw wurde in der Provinz Lüttich gewählt, Marco Van Hees aus der Provinz Hennegau. Im flämischen Parlament verpasste der Parteivorsitzende Peter Mertens mit seiner Partei mit 4,5 % knapp die Fünf-Prozent-Hürde. Auf regionaler Ebene hat die PVDA vier Vertreter im Parlament der Hauptstadtregion Brüssel und zwei Abgeordnete im wallonischen Parlament. Abgeordnete der PVDA beschränken ihr Gehalt auf einen Facharbeiterlohn oder ihr vorheriges Einkommen.
Mandatsträger:
- Nationales Parlament
  - Raoul Hedebouw (Wahlkreis Lüttich, 16.586 Stimmen)
  - Marco Van Hees (Wahlkreis Hennegau, 5.488 Stimmen)
- Wallonisches Parlament
  - Frédéric Gillot (Wahlkreis Lüttich, 12.884 Stimmen)
  - Ruddy Warnier (Wahlkreis Huy-Waremme, 1.413 Stimmen)
- Parlament der Hauptstadtregion Brüssel
  - Michaël Verbauwhede (2.928 Stimmen)
  - Youssef Handichi (1.782 Stimmen)
  - Mathilde El Bakri (1.549 Stimmen)
  - Claire Geraets (1.406 Stimmen)

### Provinziale Ebene
| Antwerpen      | 3,38 % | 37.380 |  |
| Limburg        | 2,15 % | 11.650 |  |
| Ost-Flandern   | 1,73 % | 16.757 |  |
| Vlaams-Brabant | 1,22 % | 8.370  |  |
| West-Flandern  | 1,30 % | 10.288 |  |

| Hainaut        | 2,52 % | 17.873 |  |
| Liège          | 4,71 % | 27.970 |  |
| Luxembourg     | 0,60 % | 984    |  |
| Namur          | 2,10 % | 6.077  |  |
| Brabant Wallon | 0,89 % | 2.028  |  |

### Kommunale Ebene
| PVDA-Abgeordnete in den Gemeinderäten     |
| PVDA-Abgeordnete in den Stadtbezirksräten |

Gemeinden oder Stadtbezirke mit PVDA-Abgeordneten:
- Stadt Antwerpen: 3 Sitze
  - Bezirk Antwerpen: 3 Sitze
  - Bezirk Berchem: 1 Sitz
  - Bezirk Borgerhout: 4 Sitze
  - Bezirk Deurne: 3 Sitze
  - Bezirk Hoboken: 4 Sitze
  - Bezirk Merksem: 1 Sitz
  - Bezirk Wilrijk: 1 Sitz
- Mons: 1 Sitz
- Charleroi: 1 Sitz
- Flémalle: 1 Sitz
- Genk: 3 Sitze
- Herstal: 4 Sitze
- La Louvière: 1 Sitz
- Lommel: 1 Sitz (AKTIEF)
- Lüttich: 2 Sitze
- Schaerbeek (Region Brüssel): 1 Sitz
- Seraing: 5 Sitze
- Molenbeek-Saint-Jean (Region Brüssel): 1 Sitz
- Zelzate: 6 Sitze

## Programm
Ihrem auf dem 8. Parteitag (2008) beschlossenen Programm zufolge will die erneuerte PVDA „in der kommenden Periode sowohl prinzipientreu als auch flexibel sein.“ Ihre „marxistische Analyse“ und ihr „Engagement für den Sozialismus bestimmen die Identität“ der Partei. Zugleich benötige die PVDA „Flexibilität und Offenheit, um einen Anschluss an die Realität der Menschen zu bekommen, das Bewusstsein der Menschen zu wecken, sie zu mobilisieren und zu organisieren … und die Partei zur Partei der arbeitenden Menschen umzuformen.“
Die PVDA will aber ausdrücklich „keine klassische oder traditionelle Partei“ sein. Sie baue vielmehr „auf einem Parteikonzept neuen Typs“ auf. Kennzeichnend hierfür seien „unser Ziel, unsere Analyse, unsere Aufgaben und unsere Arbeitsprinzipien“.
Als Ziel strebe die PVDA an, „jeden zu sammeln, der eine sozialistische Gesellschaft um Ziel hat … Wir organisieren uns, um dieses Ziel zu erreichen.“
Zu ihren Aufgaben zählt es die PVDA, „das Sehnen der arbeitenden Bevölkerung wirkungsvoll in Kampf, Organisation und Bewusstsein umzusetzen, die besten Erfahrungen zu sammeln und sie zu verallgemeinern.“
Die wichtigsten Forderungen aus dem aktuellen Wahlprogramm lauten:
- Entlassungsstopp bei gewinnbringenden Betrieben
- Absenken der Mehrwertsteuer von 21 % auf 6 % bei Energiepreisen
- Einführung der Millionärsabgabe
- Gründung einer öffentlichen Bank
- Arzneimittel dank öffentlicher Ausschreibung 50 % bis 90 % preiswerter (Kiwimodell)
- Zusätzliche Stellen im Pflegesektor, Bildungswesen und öffentlichen Dienst
- Besseres Verhältnis zwischen den Sprachgemeinschaften (Flandern und Wallonien) in Belgien
- Bezahlbare Wohnungen
- Recht auf Frührente und Arbeit für die Jugend
- Höchstpreise für Nahrungsmittel

## ManiFiesta
Die PVDA, ihre Wochenzeitung Solidair/Solidaire und die ihr nahestehende Gesundheitsorganisation Gezondheid voor het Volk richten seit 2010 jedes Jahr Ende September die „Manifiesta“ aus, ein Festival der Solidarität zwischen den Sprachgemeinschaften und der Linken im Land. Die erste „ManiFiesta“, die am 25. September 2010 und wie auch die weiteren in Bredene an der Nordsee stattfand, zog 6.000 Besucher aus allen Teilen Belgiens, zum zweiten Festival kamen 7.500 und zum dritten, wesentlich vergrößerten Fest 8.000 Besucher. Zur vierten ManiFiesta rund um den 21. September 2013 kamen rund 10.000 Besucher, die fünfte ManiFiesta am 19. und 20. September 2014 zog 11.000 Besucher an.

## Bekannte Mitglieder
- Mie Branders
- Boudewijn Deckers
- Jonas Geirnaert
- Raoul Hedebouw
- Staf Hendrickx
- Ludo Martens
- Kris Merckx
- Peter Mertens
- Colette Moulaert
- Zohra Othman
- David Pestieau
- Dirk Tuypens
- Dirk Van Duppen
- Tine Van Rompuy